# Мирандолина (балет)
«Мирандоли́на» — балет Сергея Василенко в 3 актах 6 картинах. Либретто Петра Аболимова и Владимира Варковицкого по мотивам комедии Карло Гольдони «Хозяйка гостиницы».

## История создания
Сергей Василенко создал свой восьмой балет «Мирандолина» по либретто Петра Аболимова и Владимира Варковицкого в 1946 году по заказу Большого театра. Композитор использовал в этом балете материал своей 3-й (Итальянской) симфонии для домброво-балалаечного оркестра с духовыми, сочинённой в 1934 году. Партитура оказалась удачной и давала широкие возможности балетмейстеру:«Сценарий, созданный с отличным знанием законов хореографического спектакля, и эмоционально выразительная музыка позволяли создать веселый лирико-комедийный балет».
Первоначально предполагалось, что ставить балет будет Владимир Варковицкий, но решение о постановке в Большом театре откладывалось из-за увольнения балетмейстера из театра. Премьера балета прошла в Молдавском музыкально-драматическом театре в 1948 году. По отзывам прессы, постановка не удалась: «Постановщик не сумел добиться от исполнителей четких сценических характеристик, в результате из спектакля выпала его сценическая основа — комедийность».
В том же году Большой театр вернулся к балету Василенко, но постановщиком был назначен Василий Вайнонен, в 1948 году вновь начавший работать на главной сцене страны. Балетмейстер получил готовые либретто и партитуру, которыми остался доволен. Но создатель партии Кавалера Рипафратта Алексей Ермолаев не согласился с музыкальной трактовкой своего образа, строившейся на «тяжёлых, "неповоротливых" созвучиях и пустых квартах, иначе говоря, музыку пантомимного характера, рисующую довольно примитивную, "стоячую", грузную и скучную натуру».
Вайнонен и Ермолаев отправились к Василенко и «попросили композитора решить тему Рипафратты более танцевально, чтобы образ приобрёл своеобразное обаяние, изящество... Василенко, очень хорошо чувствовавший театральность, согласился и написал совершенно новую музыку с вариациями для Кавалера и с очень подвижной, "ловкой" мелодией пантомимных сцен».
Для Василия Вайнонена тема и музыка балета оказались близки, его увлекал карнавальный дух итальянской комедии и возможность создать множество ярких игровых образов. К тому же, по мнению его вдовы Клавдии Армашевской: «Вайнонену, кроме всего прочего импонировало в этой работе и то, что он мог использовать и сохранить в "Мирандолине" некоторые находки из своей "Арлекинады", которая к тому времени уже не шла». («Арлекинаду» балетмейстер поставил в Минском театре оперы и балета в 1946 году). «Мирандолина» стала одной из последних удач балетмейстера, к тому же, «хореографический текст спектакля был насыщен такими игровыми ситуациями, которые сами собой предполагали проявление исполнительской инициативы, выдумки, оставляли широчайший простор актёрской импровизации».
Успех спектакля с постановщиком разделила и создательница заглавной партии Ольга Лепешинская: «У Вайнонена и Лепешинской получился спектакль-праздник, на который послевоенная Москва ломилась, позабыв о тяготах разрухи. Лепешинская превратилась в экспансивную итальянку. Лукавая, хитрая со своими знатными поклонниками и страстная с любимым Фабрицио, она пленяла зал. Зал хохотал, как это нечасто бывало в балете: комедия состоялась! С бубном в руке Лепешинская выходила в тарантелле — и зрители с трудом сдерживались, чтобы не пуститься в пляс. Среди зрителей было немало офицеров и солдат, прошедших через госпиталя: "Мирандолина" врачевала фронтовые раны».

## Действующие лица
- Мирандолина, хозяйка гостиницы
- Фабрицио, слуга
- Граф Альбафьорита
- Маркиз Форлипополи
- Кавалер Рипафратта
- Слуги, служанки
- Уличные танцоры, цыганки, цыгане
- Музыканты

## Сценическая жизнь

### Молдавский театр оперы и балета
Премьера прошла в 1948 году
Балетмейстер-постановщик Г. В. Перкун, художник-постановщик Д. М. Мордохович
Действующие лица
- Мирандолина — Р. Д. Личкова
- Фабрицио — Г. Ш. Абраимов
- Кавалер Рипафрата — К. А. Шевиев
- Граф Альбафьорита — Р. Рохман
- Маркиз Форлипополи — Р. Халецкий

### Большой театр
Премьера прошла 16 января 1949 года на сцене Филиала
Балетмейстер-постановщик Василий Вайнонен, художник-постановщик Ниссон Шифрин, дирижёр-постановщик Семён Сахаров
Действующие лица
- Мирандолина, хозяйка гостиницы — Ольга Лепешинская, затем Марина Семёнова, Софья Головкина, Нина Чорохова (Чкалова), Раиса Стручкова
- Фабрицио — Юрий Кондратов, затем Юрий Гофман, Леонид Жданов
- Кавалер Рипафрата — Алексей Ермолаев, затем Сергей Корень, Анатолий Кузнецов, Владимир Левашёв
- Граф Альбафьорита — Александр Радунский, затем Александр Бегак
- Маркиз Форлипополи — Алексей Жуков, затем Михаил Гуров
- Слуга кавалера Рипафрата — Ной Авалиани
- Слуга графа Альбафьорита — Алексей Варламов
- Слуга маркиза Форлипополи — Николай Попко
- Цыганка — Вера Васильева, затем Наталья Касаткина
- Лирический танец — Татьяна Лазаревич, Галина Петрова, Минна Шмелькина, Николай Голышев, Леонид Жданов и Юрий Жданов
- Шуты — Глеб Евдокимов и Евгений Меченко
- Испанка — Валентина Галецкая, затем Ядвига Сангович, Сусанна Звягина, Алла Богуславская
- Чёрт — Георгий Фарманянц

Спектакль прошёл 54 раза, последнее представление 24 мая 1959 года

### Постановки в других театрах
1951 — Национальный театр в Либереце, Чехословакия, балетмейстер-постановщик Й. Юдль
1952 — Национальный театр в Брно, Чехословакия, балетмейстер-постановщик М. Цвейичова
1954 — Софийская народная опера, балетмейстер-постановщик Надежда Кираджиева
1957 — Народный театр балета Ленинградского Дворца культуры имени А. М. Горького, балетмейстер-постановщик Ю. Д. Воронцов
1958 — Горьковский театр оперы и балета, балетмейстер-постановщик Л. А. Серебровская, художник-постановщик Анатолий Мазанов
1965 — Ташкентский театр оперы и балета, балетмейстер-постановщик Анатолий Кузнецов (по Вайнонену)
1968 — Народный театр балета завода «Ростсельмаш» (Ростов-на-Дону), под названием «Трактирщица», балетмейстер-постановщик И. А. Тиме
1974 — Рижский театр оперы и балета, балетмейстер-постановщик И. Строде
Действующие лица
- Мирандолина, хозяйка гостиницы — Зита Эрсс
- Фабрицио — Модрис Церс

Музыкальный театр Северной Осетии